# Съби Събев
Съби Иванов Събев е български инженер, офицер от резерва, генерал-майор.

## Биография
Роден е в сливенското село Желю войвода на 29 януари 1950 г. Средното си образование завършва в Сливен в Техникум по електротехника „Мария С. Кюри“. През 1975 г. завършва Висшето военновъздушно училище в Долна Митрополия специалност „Щабни ВВС“ и излиза като лейтенант и инженер по радиоелектроника. Получава назначение като началник-щаб на 1-ва транспортно-десантна ескадрила в 16-и транспортен авиополк на летище Доброславци.
През 1982 г. завършва Военната академия в София. След като завършва академията е назначен за началник-щаб на 13-и вертолетен полк бойни вертолети. От есента на 1985 г. служи в щаба на 10-и смесен авиационен корпус. През 1987 г. завършва 3-месечен курс по изтребителна авиация във Военната академия „Юрий Н. Гагарин“ в СССР, а през 1994 г. Военновъздушния колеж на ВВС на САЩ след спечелен конкурс. Събев е първия българин, завършил този колеж.
През октомври 1991 г. преминава ориентационен курс за НАТО в Оберамергау, Германия. От 1 септември 1992 до края на 1993 г. е началник-щаб на първа дивизия ПВО. В отделни периоди е началник на оперативния отдел и заместник началник-щаб на авиационен корпус.
На 1 септември 1997 г. е назначен за началник на Оперативното управление на Гл. щаб на Военновъздушните сили, където отговаря за бойната готовност, оперативното планиране и подготовка на ВВС и участието в учения по партньорството за мир. През 1998 г. завършва курс за планиране на авиационни кампании в Париж, Франция. На 3 май 1999 г. е удостоен с висше военно звание генерал-майор.
На 25 февруари 2000 г. е освободен от длъжността началник на Оперативното управление на Главния щаб на Военновъздушните сили и назначен за началник на Главното оперативно управление на Генералния щаб на Българската армия. На 7 юли 2000 г. е удостоен с висше военно звание генерал-майор. От 2000 г. е на служба в Генералния щаб на българската армия, като оглавява Главно оперативно управление. Отговаря за оперативното планиране, бойната готовност, оперативната и бойна подготовка в Генералния щаб на Българската армия, планирането и контрола по провеждането на общовойскови учения, както и за подготовката изпращането на български контингенти в различни мироподдържащи операции на НАТО в Босна и Херцеговина и Косово.
На 7 май 2001 г. е освободен от длъжността началник на Главното оперативно управление на Генералния щаб на Българската армия и назначен за началник на управление „Планиране на отбраната и въоръжените сили“ на Генералния щаб на Българската армия, където отговаря за стратегическото планиране и разработката на военни концепции, стратегии и доктрини, и координира военната подготовка за членство на страната в НАТО. В периода 2000 – 2001 г. е завършил курсове за висши военни кадри в Европейския център за изследвания в областта на сигурността „Джордж Маршал“ в Гармиш – Партенкирхен, Германия и колежа на НАТО в Рим, Италия.
На 6 юни 2002 г. е освободен от длъжността началник на управление „Планиране на отбраната и въоръжените сили“ на Генералния щаб на Българската армия. От 1 октомври 2002 до 23 декември 2004 г. е първия национален военен представител на България в главната квартира на НАТО в Брюксел, след приемането на страната в Алианса. Изгражда военното представителство в рамките на националната делегация в НАТО и го интегрира във всички дейности на Военния комитет на Алианса. В началото на 2005 г. излиза в запаса.
По-късно работи като главен експерт във Военната академия в София в Центъра за перспективни изследвания на отбраната. През 2002 г. става директор по международните връзки на Асоциацията на завършилите Колежа на НАТО в Рим.
През 2013 г. защитава дисертация във Военната академия по въпросите на военната трансформация. Преподавал е в Нов Български университет. Същата година е избран за председател на управителния съвет на Съюза на офицерите от резерва „Атлантик“ На президентските избори през 2016 г. е кандидат-вицепрезидент с кандидат-президент Трайчо Трайков, издигнати от Коалиция „Реформаторски блок“.
Член е на Съюза на офицерите от резерва „Атлантик“, бил е член и председател на неговия Управителен съвет.
От 2017 г. е съосновател и избран за член на Управителния съвет на Атлантическия съвет на България за периода 2017 – 2020 г. Награждаван е с медал „30 години от победата над фашистка Германия“ (1975), „За отличие в БНА“ (1978, 1983), „40 години социалистическа България, юбилеен“ (1984), „40 години от победата над хитлерофашизма“ (1985), „10 години безупречна служба“ (1985), „15 години безупречна служба“ (1990) и ордени „За военна доблест и заслуги“ – II ст. (1984), награден знак „За вярна служба под знамената“ – II ст. (1991) и други.
Умира внезапно на 24 март 2024 г.

## Образование
- Висше военновъздушно училище „Георги Бенковски“ (1970 – 1975)
- Военна академия „Г.С.Раковски“ (1980 – 1982)
- Военна академия „Юрий Н. Гагарин“, СССР, курс по изтребителна авиация (1987)
- Военновъздушен колеж на ВВС „Максуел“, САЩ (1993 – 1994)

## Военни звания
- Лейтенант (28 август 1975)
- Старши лейтенант (22 септември 1978)
- Капитан (29 август 1982)
- Майор (22 септември 1987)
- Подполковник (1 октомври 1991)
- Полковник (4 май 1996)
- Генерал-майор (3 май 1999) (1 звезда)
- Генерал-майор (7 юли 2000) (2 звезди)